# Legge Pinto
La legge 24 marzo 2001, n. 89 - nota come legge Pinto - (dal nome del suo estensore, Michele Pinto) è una legge della Repubblica Italiana.
Essa prevede e disciplina il diritto di richiedere un'equa riparazione per il danno, patrimoniale o non patrimoniale, subito per l'irragionevole durata di un processo.

## Storia
La legge n. 848/1955, art. 6, in recepimento della Convenzione europea del 1950 sancì il diritto ad un processo pubblico innanzi a un decisore imparziale e indipendente, sottoposto alla legge e obbligato a decidere entro un termine ragionevole, dopo un contraddittorio assistito da un avvocato difensore.
La norma nacque come ricorso straordinario in appello qualora un procedimento giudiziario ecceda i termine di durata ragionevole di un processo secondo la Corte europea dei diritti dell'uomo (CEDU), in base all'art. 13 della Convenzione che prevede il diritto ad un ricorso effettivo contro ogni possibile violazione della Convenzione. In tal modo, si introduce un nuovo ricorso interno, che i ricorrenti devono avviare prima di rivolgersi alla Corte di Strasburgo.
Tuttavia le Corti d'Appello inizialmente non hanno applicato i parametri della CEDU per la definizione dell'irragionevole durata del processo, ma hanno chiesto ai ricorrenti la dimostrazione dell'aver subito un danno (cosa che, secondo l'art.6 CEDU, è incluso nel fatto stesso). Tali casi sono stati quindi ri-appellati alla Corte CEDU di Strasburgo per scorretta applicazione della Legge Pinto.
Nel 2004 la Corte di cassazione ha stabilito che i giudici nazionali devono applicare i criteri di Strasburgo nel decidere in casi relativi alla legge Pinto, senza poter richiedere la prova del danno subito dal ricorrente. La sentenza Brusco della CEDU ha infine statuito che tutti i casi pendenti a Strasburgo dal 2001 (sui quali non sia ancora stato dato un giudizio di ricevibilità da parte della Corte) debbano tornare in Italia per l'appello interno secondo la legge Pinto. La sentenza Brusco è stata criticata per gli alti costi processuali presenti nella procedura interna italiana, ed inesistenti a Strasburgo.

## Contenuto
L’articolo 2 della legge 89/2001 sancisce il principio secondo cui chi ha subito un danno patrimoniale o non patrimoniale per effetto di violazione della Convenzione, sotto il profilo del mancato rispetto del termine ragionevole di cui all'articolo 6, paragrafo 1, della Convenzione, ha diritto ad una equa riparazione, determinata dal giudice a norma dell'articolo 2056 del codice civile, osservando le disposizioni seguenti: a) rileva solamente il danno riferibile al periodo eccedente il termine ragionevole di cui al comma 1; b) il danno non patrimoniale è riparato, oltre che con il pagamento di una somma di denaro, anche attraverso adeguate forme di pubblicità della dichiarazione dell’avvenuta violazione. 
Passando alla competenza, la scelta è di incardinarla non più nella Corte di appello nel cui distretto pende o pendeva il processo che ha subito ritardo, bensì nella Corte competente ai sensi dell’articolo 11 C.p.p. Per la presentazione della domanda la legge ha individuato differenti amministrazioni (per l'imputazione della spesa sui bilanci dei relativi ministeri) nei cui confronti il ricorso è proposto: nei confronti del ministro della Giustizia quando si tratta di procedimenti del giudice ordinario; del ministro della Difesa quando si tratta di procedimenti del giudice militare; del ministro delle Finanze quando si tratta di procedimenti del giudice tributario; negli altri casi è proposto nei confronti del Presidente del Consiglio dei ministri. 
La procedura (in camera di consiglio) è stata regolata in modo che il decreto sia emesso dalla Corte d'appello, nella composizione di legge, entro 4 mesi: esso, immediatamente esecutivo, è impugnabile in Cassazione.

## Le modifiche successive
L'art. 55 del Dl. 22 giugno 2012 n. 83, contenente "misure urgenti per la crescita del paese" (cosiddetto decreto sviluppo del governo Monti), ha apportato importanti modifiche alla legge, volte a porre un freno alle richieste di risarcimento.
Infatti, la riforma introdotta dal c.d. DL Sviluppo 2012 è stato profondamente mutato il procedimento delineato dalla Legge Pinto per permettere un più agevole ed efficace accesso al giudizio di equa riparazione ed ottenere in tempi più rapidi (che non siano a loro volta “irragionevoli”) il giusto risarcimento.
1. Non è più investita della decisione la Corte d'Appello in composizione collegiale. A decidere sarà un giudice monocratico di Corte d'appello con una procedura modellata su quella del decreto ingiuntivo e quindi, senza inutili appesantimenti procedurali (a titolo di esempio basti pensare che per la fissazione dell'udienza, specie avanti le Corti di appello più oberate, occorrono mesi o anni di attesa).
2. Viene fissato un preciso tetto oltre il quale la lunghezza del processo diventa “irragionevole” facendo così sorgere il diritto all'equa riparazione. Il processo non è svolto in termini ragionevoli quando supera i sei anni (tre anni in primo grado, due in secondo e uno nel giudizio di legittimità).
3. Sono stati puntualmente fissati gli importi per gli indennizzi. A seguito dell'ulteriore riforma apportata dalla Legge di Stabilità 2016, gli indennizzi sono oggi commisurati in una somma variabile tra un minimo di 400 euro ed un massimo di 800 euro per ogni anno o frazione di anno superiore a sei mesi che eccedente rispetto al termine di ragionevole durata (art. 2-bis L. n. 89/2001). Detta somma può essere incrementata fino al 20 per cento, per gli anni successivi al terzo eccedente la durata ragionevole, e fino al 40 per cento per gli anni successivi al settimo. La misura dell'indennizzo non può comunque superare il valore della causa presupposta (quella, cioè, che ha avuto un'irragionevole durata), o il valore del diritto accertato in quel giudizio dal giudice, ove fosse inferiore.
4. In ogni caso la domanda può essere proposta a pena di decadenza entro sei mesi dalla sentenza definitiva che definisce il giudizio durato oltre il termine “ragionevole”.[2]

## La giurisprudenza della CEDU
La Legge Pinto nasce come ricorso straordinario in appello qualora un procedimento giudiziario ecceda il termine di durata ragionevole di un processo secondo la Corte europea dei diritti dell'uomo (CEDU).
L'articolo 6, paragrafo 1, della Convenzione europea per la salvaguardia dei diritti dell'uomo e delle libertà fondamentali, riconosce ad ogni persona il diritto a vedere la sua causa esaminata e decisa entro un lasso di tempo ragionevole, come componente del diritto ad un equo processo.
Il ricorso per il risarcimento da ingiusto processo può essere richiesto usufruendo l'assistenza del gratuito patrocinio in presenza dei requisiti reddituali di legge.
Secondo la giurisprudenza della Corte, il tempo della causa si calcola:
- dies a quo: a partire dalla notifica dell'atto di citazione, o dal deposito del ricorso nel procedimento civile, o dalla conoscenza diretta e ufficiale delle accuse da parte dell'imputato nel processo penale;
- dies ad quem: fino alla definitività della sentenza (dopo tre gradi di ricorso o scadenza dei termini per la possibilità di ricorso)

La CEDU ha stabilito che il procedimento si considera di durata irragionevole in ogni caso quando si superano i tre anni per grado di giudizio.
I criteri di valutazione delle circostanze includono:
1. complessità della procedura;
2. comportamento delle parti, non imputabili allo stato
3. condotta delle autorità nazionali

La giurisprudenza della CEDU sull'equo processo in Italia ha incluso i seguenti casi:
- Capuano I  (1987) e Capuano II (1994): la Corte ha dichiarato l'Italia non in grado di prevenire future violazioni, né di porre fine a quelle in corso
- casi del tribunale di Benevento: la Corte è stata sommersa di ricorsi relativi alla situazione del tribunale di Benevento, dove le tempistiche erano di 4 anni per la prima udienza, seguita da un rinvio d'ufficio di altri 1-2 anni; la Corte ha minacciato l'apertura di una procedura di sospensione dell'Italia dal Consiglio d'Europa, oltre a comminare continue pene di risarcimento (2 miliardi di lire nel solo 2002)